# 芳莺 (1989年)
芳莺（1989年9月23日—），本名杜芳莺，越南京族演員、模特和歌手。自2012年起出演了多部电视剧和电影。2018年，她被提名越南金风筝最佳女演员奖。